# Чесночницы
Чесночницы (лат. Pelobates) — род бесхвостых земноводных, выделяемый в одноимённое монотипическое семейство (Pelobatidae).

## Описание
Общая длина представителей этого рода достигает 9 см. Морда спереди округлая. Глаза большие с вертикальными («кошачьим») зрачком. На пятках есть специальные ороговевшие мозоли, ими они могут вырыть себе яму буквально за несколько минут. Из-за этого они не селятся в местах с твёрдой почвой. Брачные мозоли на пальцах у самцов не выражены, но на плечах у них есть большая овальная железа. Резонаторов нет. Нередко чесночницы резко пахнут чесноком, откуда и происходит их название.
Окраска бурая, серая или коричневая с тёмными пятнами или крапинками.

## Образ жизни
Населяют лесистые и степные места. Предпочитают передвигаться по суше. Питаются беспозвоночными, в частности насекомыми.

## Размножение

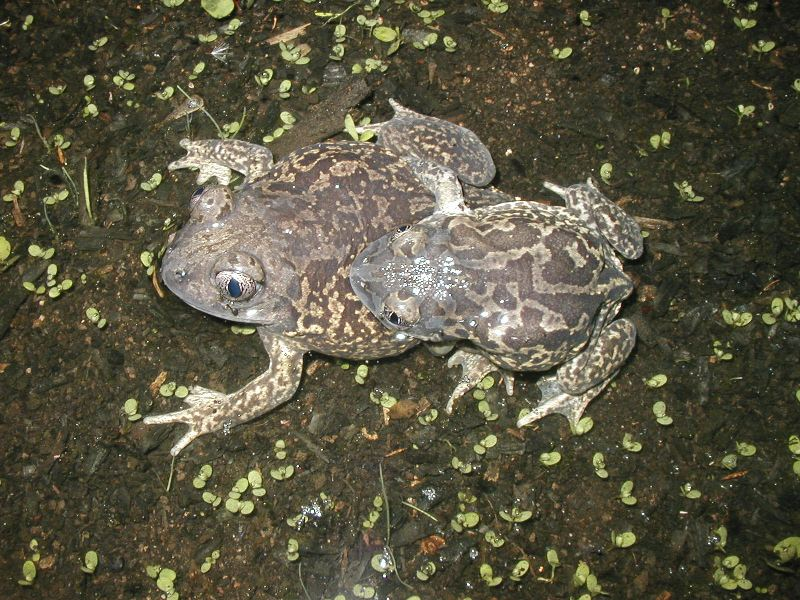
Амплексус иберийских чесночниц

Самец во время спаривания обхватывает самку за туловище впереди бёдер. Кладка представлена в виде длинного толстого шнура с беспорядочно расположенными в несколько рядов икринками.
Головастики достигают очень больших размеров — до 22 cм. Жаберное отверстие находится на левой стороне тела и направлено назад и вверх. Анальное отверстие находится на средней линии туловища. Ротовой диск овальной формы, почти целиком окружён сосочками (кроме выемки сверху). Роговой клюв (челюсти) большой, чёрный. Зубчики расположены снаружи хаотично, в 4—9 рядов выше и ниже клюва, в виде ряда коротких, прерывистых, а также длинных непрерывных строк. Верхний плавник хвоста высокий, конец хвоста заострённый.

## Распространение
Обитают в Европе, странах Ближнего Востока до западных районов Казахстана и в северо-западной Африке.

## Классификация
На октябрь 2018 года в род включают 5 видов:
- Pelobates cultripes (Cuvier, 1829) — Иберийская чесночница, или западная чесночница
- Pelobates fuscus (Laurenti, 1768) — Обыкновенная чесночница, или толстоголовая травянка
- Pelobates syriacus Boettger, 1889 — Сирийская чесночница
- Pelobates varaldii Pasteur & Bons, 1959 — Марокканская чесночница[1]
- Pelobates vespertinus (Pallas, 1771)